# إمبوريون (كوزاني)
إمبوريون (Εμπόριον) هي مدينة في كوزاني في مقاطعة فوريا إلادا في اليونان.
يبلغ عدد سكانها حوالي 1030 نسمة.